# Eleonora Smolensky
Eleonora María Smolensky es una escritora y antropóloga italiana naturalizada argentina nacida en Trieste, el 27 de julio de 1929. En 1938, por causa de las leyes raciales de Mussolini, se refugió con sus padres y hermanos en Buenos Aires, donde vivió desde entonces. A los 18 años comenzó a trabajar en la Editorial Abril fundada por César Civita y Paolo Terni, escribiendo docenas de cuentos infantiles de la Biblioteca Bolsillitos con el nombre de Nora. En aquellos años, en Editorial Abril, conoció a Hugo Pratt, Héctor Germán Oesterheld y varios otros autores. En 1967 creó y dirigió la revista Pinap, la primera dedicada a la música pop y rock. También realizó diversas traducciones.[cita requerida]
Tras cursar antropología en la UBA, se dedicó varios a años a trabajar con la comunidad boliviana de Villa Soldati, sobre lo que publicó, junto a Isabel Laumonier y Manuel M. Rocca el libro Presencia de la tradición andina en Buenos Aires.
Junto a Vera Vigevani de Jarach, amiga desde que llegaron a Buenos Aires, escribió Colectividad judía italiana emigrada a la Argentina (1937-1943)  con prólogo de Ernesto Sabato. En 1999, ambas publicaron Tantas voces, una historia  que fue reeditado por editorial Eduvim en 2018 y traducido al italiano .
En 2013, tras varios años de trabajo, publicó Colonizadores colonizados: los italianos porteños. También publicó Una mujer ítalo-argentina: un relato de vida (Eugenia Sacerdote de Lustig).